# 미록현
미록현(베트남어: Huyện Mỹ Lộc / 縣美祿 미록현)은 베트남 남딘성에 속한 현이다.

## 지리
미록현은 북쪽으로 하남성 리년현과 빈룩현에, 서남쪽으로 부반현에, 남쪽으로 남딘시에, 동쪽으로 타이빈성 부트현에 접한다.

## 행정 구역
미록현은 1시진(市鎭) 10사(社)를 관할한다.

### 시진
- 미록시진(베트남어: Thị trấn Mỹ Lộc / 美祿市鎮)

### 사
- 미하사(베트남어: Xã Mỹ Hà / 美河社)
- 미흥사(베트남어: Xã Mỹ Hưng / 美興社)
- 미푹사(베트남어: Xã Mỹ Phúc / 美福社)
- 미떤사(베트남어: Xã Mỹ Tân / 美新社)
- 미타인사(베트남어: Xã Mỹ Thành / 美城社)
- 미탕사(베트남어: Xã Mỹ Thắng / 美勝社)
- 미틴사(베트남어: Xã Mỹ Thịnh / 美盛社)
- 미투언사(베트남어: Xã Mỹ Thuận / 美順社)
- 미띠엔사(베트남어: Xã Mỹ Tiến / 美進社)
- 미쭝사(베트남어: Xã Mỹ Trung / 美中社)